# ジオパワーシステム
株式会社ジオパワーシステムは、山口県美祢市秋芳町別府に本社を置く住宅関連企業。長門市に本拠を置く建設会社東光工業の研究部門が独立したもので、地中熱利用換気システム「ジオパワーシステム」の研究とマーケティングを行っている。

## 事業
- 地熱を利用した冷暖房システムの開発[1]

## 関連会社
- 東光工業